# Quốc kỳ Mãn Châu Quốc
Quốc kỳ Mãn Châu Quốc là một lá cờ có màu vàng với một hình chữ nhật bao gồm sọc đỏ, xanh, trắng và đen. Màu sắc của lá cờ dựa trên màu sắc của lá cờ năm màu được sử dụng bởi chính phủ Bắc Dương có trụ sở tại Bắc Kinh và Đế quốc Trung Hoa. Lá cờ cũng rất gần với quốc kỳ Phụng Tiên quân phiệt.

## Miêu tả
Theo Tài liệu Giải thích về Quốc kỳ do Hội đồng Nhà nước Mãn Châu Quốc ban hành ngày 24 tháng 2 năm 1933, màu sắc trên lá cờ tượng trưng cho bốn hướng và trung tâm. Nghiên cứu về Quốc kỳ Mãn Châu được công bố bởi Hội đồng nhà nước của Mãn Châu sau này cũng đưa ra một đại diện dựa trên Ngũ hành.
Màu sắc của cờ như sau:
- Màu vàng tượng trưng cho trung tâm, sự cai trị của đế vương bốn phương và đức tính Nhân trong Nho giáo, đại diện cho Thổ và người Mãn.
- Màu đỏ tượng trưng cho phương Nam, đam mê và dũng khí, đại diện cho Hỏa và người Hán.
- Màu xanh tượng trưng cho phương Đông, sự tươi trẻ và thánh thiện, đại diện cho Mộc và người Mông Cổ.
- Màu trắng tượng trưng cho phương Tây, sự thuần khiết và công bằng, đại diện cho Kim và người Hồi.
- Màu đen tượng trưng cho phương Bắc, ý chí và sự quyết tâm, đại diện cho Thủy và người Triều Tiên.[4]

## Các biến thể

Cờ Cục Vận tải Hàng hải Mãn Châu Quốc
Cờ bưu chính Mãn Châu Quốc
Cờ tàu hỗ trợ hàng hải Mãn Châu Quốc
Cờ Cảnh sát biển Mãn Châu Quốc
Cờ Bộ trưởng Hải quân Mãn Châu Quốc
Cờ Đô đốc Hải quân Mãn Châu Quốc
Cờ Phó Chủ tịch Hải quân Mãn Châu Quốc
Cờ Hậu Đô đốc Hải quân Mãn Châu Quốc
Cờ Hàng hải Hải quân Mãn Châu Quốc
Cờ Chỉ huy cấp trên Hải quân Mãn Châu Quốc